# Servant (série télévisée)
Pour les articles homonymes, voir Servant.
Servant, ou Servant : La Domestique au Québec, est une série télévisée américaine en quarante épisodes d'environ 30 minutes créée par Tony Basgallop, produite par M. Night Shyamalan, et mise en ligne entre le 28 novembre 2019 et le 17 mars 2023 sur le service de streaming Apple TV+.

## Synopsis
À Philadelphie, Dorothy et Sean Turner engagent une jeune nourrice, Leanne, afin de prendre soin de Jericho, une poupée reborn. Alors que celle-ci doit servir de thérapie après la mort de leur bébé à l'âge de treize semaines, Dorothy l'identifie comme son véritable enfant. Pendant que Sean doit faire face seul au deuil, il devient profondément méfiant à l'égard de Leanne qui se comporte comme sa femme avec la poupée.

## Fiche technique
- Titre original et français : Servant
- Titre québécois : Servant : La Domestique
- Création : Tony Basgallop
- Réalisation : M. Night Shyamalan
- Scénario : M. Night Shyamalan, Julia Ducournau (épisodes 2 et 3 de la saison 2)
- Musique : Trevor Gureckis
- Société de production : Apple TV (États-Unis, France)
- Pays de production :  États-Unis
- Langue originale : anglais

### Sortie
- Mondial : 28 novembre 2019[2]

## Distribution
Sauf indication contraire, les informations mentionnées dans cette section peuvent être confirmées par les bases de données cinématographiques IMDb et Allociné,  présentes dans la section « Liens externes ».

### Personnages principaux
- Lauren Ambrose (VF : Ludivine Maffren) : Dorothy Turner
- Toby Kebbell (VF : Thibaut Lacour) : Sean Turner
- Nell Tiger Free (VF : Chloé Berthier) : Leanne Grayson
- Rupert Grint (VF : Bruno Méyère) : Julian Pearce

### Personnages récurrents
- Mason et Julius Belford (saison 1) puis Jack et James Hoogerwerff (saisons 2–4) : Jericho Turner, le bébé de Dorothy et Sean.
- Phillip James Brannon (VF : Jean-Michel Vaubien) : Matthew Roscoe, le détective privé de Julian.
- Tony Revolori (VF : Franck Lorrain) : Tobe, le commis de cuisine de Sean.
- Boris McGiver (VF : Benoît Allemane) : l'oncle George
- Alison Elliott (VF : Marjorie Frantz) : la tante May
- Soojeong Son (VF : Kahina Tagherset) : Wanda, une baby-sitter. (saison 1)
- Jerrika Hinton (VF : Annie Milon) : Natalie Gorman, une amie proche de Dorothy. (saisons 1-2)
- Victoria Cartagena (en) (VF : Julie Dray) : l'officier Stephanie Reyes (saisons 2 et 4)
- Molly Griggs (VF : Laure Sagols) : Isabelle Carrick, une reporter de 8News qui travaillait avec Dorothy. (saisons 1 à 3)
- Todd Waring (en) (VF : Pascal Germain) : Frank Pearce, le père de Dorothy et Julian.
- Katie Lee Hill (VF : Laurence Sacquet) : Kourtney (saisons 2 à 4)
- Sunita Mani (en) (VF : Antonella Colapietro) : Vera (saison 3)
- Mathilde Dehaye (VF : Nina Broniszewski-Madre) : Snake, une SDF. (saisons 3-4)
- Joshua De Jesus (VF : Renaud Heine) : Milo, un SDF. (saison 3)
- Barbara Kingsley (VF : Isabelle Leprince) : Roberta « Bobbie » (saison 4)
- Denny Dillon (VF : Dorothée Jemma) : Beverly « Bev » Alcott (saison 4)

### Invités
- M. Night Shyamalan : le livreur
- Barbara Sukowa (VF : Martine Irzenski) : la tante Joséphine
- Frank Wood (VF : Arnaud Arbessier) : Dr Dale Mackenzie

 Source et légende : version française (VF) sur RS Doublage

## Production
En février 2018, Apple TV+ a commandé directement dix épisodes du projet sans titre de Basgallop et Shyamalan.
En août 2018, Lauren Ambrose et Nell Tiger Free décrochent des rôles principaux, suivi en novembre de Rupert Grint, et de Toby Kebbell en décembre.

### Tournage
En mars 2020, Apple TV+ annonce que le tournage de la deuxième saison a été arrêté pendant une durée indéterminé en raison de la Pandémie de Covid-19, entraînant alors un retard de plusieurs mois, la seconde saison devait initialement sortir en 2020.

## Épisodes

### Première saison (2019)
1. Renaissance (Reborn)
2. Bois (Wood)
3. Anguille (Eel)
4. Ours (Bear)
5. Grillon (Cricket)
6. Pluie (Rain)
7. Haggis (Haggis)
8. Tapioca (Boba)
9. Jericho (Jericho)
10. Ballon (Balloon)

### Deuxième saison (2021)
Le 25 novembre 2019, la série est renouvelée pour une deuxième saison. Celle-ci est sortie le 15 janvier 2021 et est également composée de dix épisodes.
1. Poupon (Doll)
2. Astronaute (Spaceman)
3. Pizza (Pizza)
4. Deux heures du matin (2:00)
5. Gâteau (Cake)
6. Expresso (Espresso)
7. Marino (Marino)
8. Nid d’amour (Loveshack)
9. Oie (Goose)
10. Joséphine (Josephine)

### Troisième saison (2022)
Le 16 décembre 2020, Apple TV+ annonce renouveler la série pour une troisième saison, avant même le début de la diffusion de la saison 2. Il est prévu que sa diffusion débute le 21 janvier 2022. Elle sera composée de dix épisodes.
1. Âne (Donkey)
2. Essaim (Hive)
3. Cheveux (Hair)
4. Bague (Ring)
5. Tigre (Tiger)
6. Poisson (Fish)
7. Campement (Camp)
8. Donut (Donut)
9. Dévouement (Commitment)
10. Maman (Mama)

### Quatrième saison (2023)
Le 14 décembre 2021, la série est renouvelée pour une quatrième et dernière saison, de dix épisodes, diffusée à partir du 13 janvier 2023.
1. Pigeon (Pigeon)
2. Démangeaison (Itch)
3. Séance (Séance)
4. Peur (Boo!!)
5. Voisins (Neighbors)
6. Zoo (Zoo)
7. Mythe (Myth)
8. Tunnels (Tunnels)
9. Réveil (Awake)
10. Chute (Fallen)